# Dendroidopsis binhana
Dendroidopsis binhana es una especie de coleóptero de la familia Pyrochroidae.

## Distribución geográfica
Habita en Tonkin (Vietnam).